# Guy Pratt
Guy Pratt (* 3. ledna 1962 Londýn, Anglie) je britský baskytarista, skladatel a herec. Je synem herce Mika Pratta. Je ženatý, v roce 1996 si vzal Galu Wrightovou, dceru klávesisty Pink Floyd Ricka Wrighta.
Znám je především jako studiový hráč. Podílel se na albech mnoha jiných hudebníků jako jsou např. Pink Floyd, Echo & the Bunnymen, Kirsty MacCollová, The Smiths, Tears for Fears, Lemon Jelly, The Orb, All Saints, Icehouse, Madonna, Stephen Duffy, Robbie Robertson, Roxy Music, Michael Jackson, Gary Moore, Billy Pilgrim, A. R. Rahman, Womack & Womack, Coverdale and Page nebo Toy Matinee.
Na velká pódia se dostal v roce 1987, kdy jej vybrali Pink Floyd jako náhradu za původního baskytaristu Rogera Waterse. S Pink Floyd absolvoval turné v letech 1987–1990, podílel se i na jejich studiové desce The Division Bell (1994), na navazujícím turné a na posledním albu The Endless River (2014). V roce 2006 přispěl na sólovou desku Davida Gilmoura On an Island a hrál i na turné k tomuto albu. V roce 2015 si spolupráci zopakoval na jeho čtvrtém albu Rattle That Lock a rovněž se zúčastnil souvisejícího turné. Od roku 2018 spolupracuje také s bubeníkem Nickem Masonem, se kterým hraje ve skupině Nick Mason's Saucerful of Secrets. V roce 2024 hrál na pátém Gilmourově albu Luck and Strange.